# (2597) Arthur
(2597) Arthur (1980 PN) – planetoida z pasa głównego asteroid okrążająca Słońce w ciągu 5,21 lat w średniej odległości 3 j.a. Odkryta 8 sierpnia 1980 roku.